# Municipio de Wayne (condado de Clermont)
El municipio de Wayne (en inglés: Wayne Township) es un municipio ubicado en el condado de Clermont en el estado estadounidense de Ohio. En el año 2010 tenía una población de 4885 habitantes y una densidad poblacional de 59,24 personas por km².

## Geografía
El municipio de Wayne se encuentra ubicado en las coordenadas 39°13′0″N 84°3′24″O / 39.21667, -84.05667. Según la Oficina del Censo de los Estados Unidos, el municipio tiene una superficie total de 82.47 km², de la cual 81,58 km² corresponden a tierra firme y (1,08 %) 0,89 km² es agua.

## Demografía
Según el censo de 2010, había 4885 personas residiendo en el municipio de Wayne. La densidad de población era de 59,24 hab./km². De los 4885 habitantes, el municipio de Wayne estaba compuesto por el 97,83 % blancos, el 0,72 % eran afroamericanos, el 0,29 % eran amerindios, el 0,25 % eran asiáticos y el 0,92 % eran de una mezcla de razas. Del total de la población el 0,31 % eran hispanos o latinos de cualquier raza.